# León, Guanajuato
León là một đô thị thuộc bang Guanajuato, México. Năm 2005, dân số của đô thị này là 1278087 người.
Thành phố León, tên chính thức là León de los Aldama là một thành phố thuộc khu tự quản León bang Guanajuato, México. Thành phố có dân số theo điều tra năm 2010 là 1,43 triệu người còn vùng đô thị León có dân số 1,79 triệu người. Đây là thành phố lớn thứ 6 của quốc gia này, là thành phố lớn nhất bang Guanajuato. Đây cũng là thủ phủ của khu tự quản León. Nó có ngành công nghiệp da mạnh, cung cấp giày dép, giày, thắt lưng, áo jacket, và các phụ kiện da khác cả hai thị trường trong nước và quốc tế.
Dịch vụ du lịch và khách sạn tốt của thành phố này khiến cho khu vực này là một trong những trung tâm quan trọng nhất ở Mexico với nhiều tùy chọn giải trí, ẩm thực, hoạt động giải trí, nghệ thuật và giải trí.

## Khí hậu
| Dữ liệu khí hậu của Leon          | Dữ liệu khí hậu của Leon | Dữ liệu khí hậu của Leon | Dữ liệu khí hậu của Leon | Dữ liệu khí hậu của Leon | Dữ liệu khí hậu của Leon | Dữ liệu khí hậu của Leon | Dữ liệu khí hậu của Leon | Dữ liệu khí hậu của Leon | Dữ liệu khí hậu của Leon | Dữ liệu khí hậu của Leon | Dữ liệu khí hậu của Leon | Dữ liệu khí hậu của Leon | Dữ liệu khí hậu của Leon |
| Tháng                             | 1                        | 2                        | 3                        | 4                        | 5                        | 6                        | 7                        | 8                        | 9                        | 10                       | 11                       | 12                       | Năm                      |
| --------------------------------- | ------------------------ | ------------------------ | ------------------------ | ------------------------ | ------------------------ | ------------------------ | ------------------------ | ------------------------ | ------------------------ | ------------------------ | ------------------------ | ------------------------ | ------------------------ |
| Cao kỉ lục °C (°F)                | 30.0 (86.0)              | 33.0 (91.4)              | 35.5 (95.9)              | 42.2 (108.0)             | 39.5 (103.1)             | 38.0 (100.4)             | 34.5 (94.1)              | 36.0 (96.8)              | 33.5 (92.3)              | 37.0 (98.6)              | 33.0 (91.4)              | 36.5 (97.7)              | 42.2 (108.0)             |
| Trung bình ngày tối đa °C (°F)    | 23.6 (74.5)              | 25.7 (78.3)              | 28.2 (82.8)              | 30.5 (86.9)              | 31.7 (89.1)              | 29.9 (85.8)              | 27.5 (81.5)              | 27.6 (81.7)              | 27.1 (80.8)              | 26.9 (80.4)              | 25.8 (78.4)              | 24.0 (75.2)              | 27.4 (81.3)              |
| Trung bình ngày °C (°F)           | 15.7 (60.3)              | 17.3 (63.1)              | 19.5 (67.1)              | 22.1 (71.8)              | 23.7 (74.7)              | 23.1 (73.6)              | 21.3 (70.3)              | 21.4 (70.5)              | 21.0 (69.8)              | 19.7 (67.5)              | 17.9 (64.2)              | 16.2 (61.2)              | 19.9 (67.8)              |
| Tối thiểu trung bình ngày °C (°F) | 7.7 (45.9)               | 8.9 (48.0)               | 10.9 (51.6)              | 13.8 (56.8)              | 15.7 (60.3)              | 16.4 (61.5)              | 15.2 (59.4)              | 15.2 (59.4)              | 14.8 (58.6)              | 12.5 (54.5)              | 10.0 (50.0)              | 8.3 (46.9)               | 12.5 (54.5)              |
| Thấp kỉ lục °C (°F)               | 0.0 (32.0)               | −1.5 (29.3)              | 0.0 (32.0)               | 3.0 (37.4)               | 8.5 (47.3)               | 7.0 (44.6)               | 7.0 (44.6)               | 3.0 (37.4)               | 5.0 (41.0)               | 3.0 (37.4)               | 1.0 (33.8)               | −2.5 (27.5)              | −2.5 (27.5)              |
| Lượng mưa trung bình mm (inches)  | 15.1 (0.59)              | 11.0 (0.43)              | 5.7 (0.22)               | 8.1 (0.32)               | 24.6 (0.97)              | 107.5 (4.23)             | 182.6 (7.19)             | 160.0 (6.30)             | 111.5 (4.39)             | 39.3 (1.55)              | 9.4 (0.37)               | 6.5 (0.26)               | 681.3 (26.82)            |
| Số ngày mưa trung bình (≥ 0.1 mm) | 2.7                      | 1.6                      | 1.3                      | 2.0                      | 4.9                      | 11.6                     | 16.2                     | 13.3                     | 10.3                     | 5.0                      | 1.3                      | 1.4                      | 71.6                     |
| Nguồn: SMN                        |                          |                          |                          |                          |                          |                          |                          |                          |                          |                          |                          |                          |                          |